# Friedrich Krafft von Crailsheim

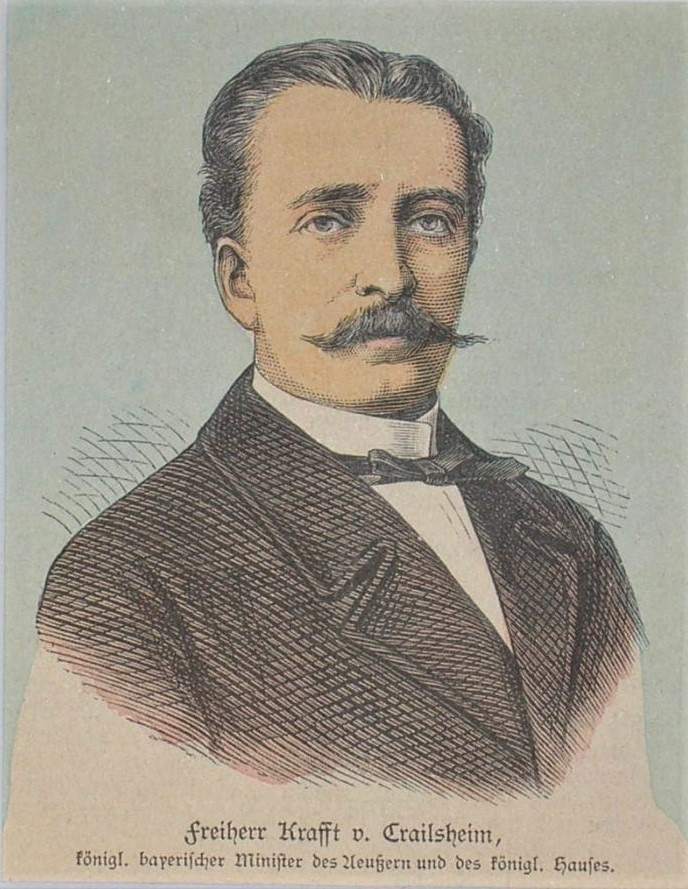
Friedrich Krafft von Crailsheim (1880)

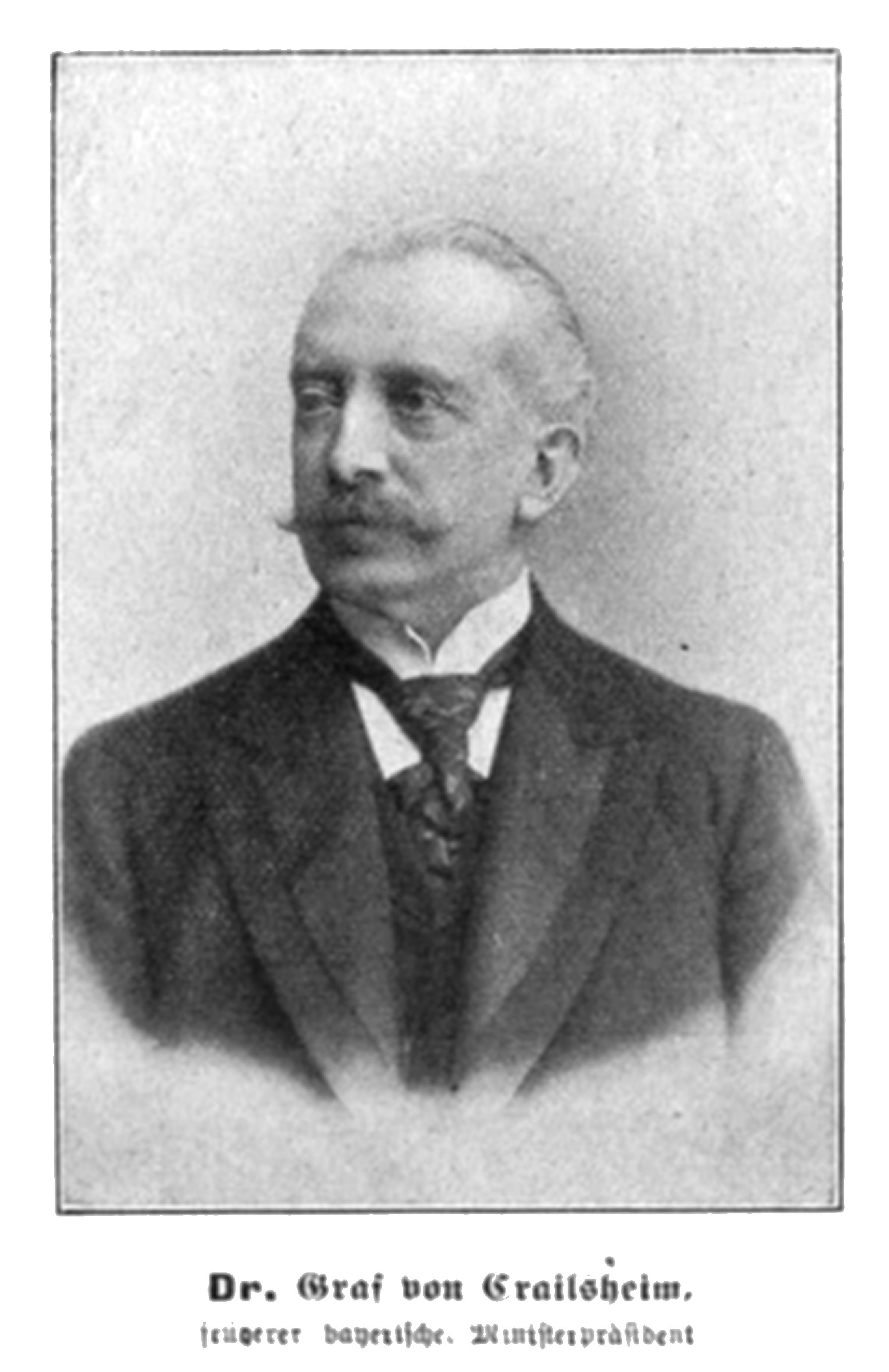
Friedrich Krafft von Crailsheim (1902)

Friedrich August Ernst Gustav Christoph Krafft Freiherr von Crailsheim, ab 1901 Graf von Crailsheim, (* 15. März 1841 in Ansbach; † 13. Februar 1926 in München) war ein bayerischer Jurist und evangelischer parteiloser Politiker. Unter anderen war er Außenminister und Vorsitzender des Ministerrates im Königreich Bayern.

## Herkunft und frühe Jahre
Seine Eltern waren der bayerische Oberstleutnant Richard von Crailsheim (1805–1843) und dessen Ehefrau Sabine,  Edle von Zumpf (1816–1895). Er war das dritte Kind und der einzige Sohn. Seine älteren Schwestern waren Julia (1837–1890) und Laura (1839–1908). Der Vater starb 1843, als Friedrich noch keine zwei Jahre alt war.
Er besuchte das Gymnasium Ansbach und schloss 1858 als bester Schüler ab. Crailsheim studierte an der Friedrich-Alexander-Universität Erlangen, wo er Mitglied des Corps Onoldia war und sechs Mensuren focht. Er wechselte an die Universität Leipzig und die Universität Zürich und bestand am 18. Oktober 1862 sein Erstes Staatsexamen in Erlangen. 1865 bestand er das Zweite Examen als bester Prüfling. Im selben Jahr heiratete er Luise Freiin von Lindenfels (1844–1891). 1870 trat er in München in die Dienste des Handelsministeriums.

## Regierung in Bayern
Seit dem 1. Januar 1872 diente er im Ministerium des Königlichen Hauses und des Äußeren und machte bald Karriere: 1874 wurde er Legationsrat und 1879 Geheimer Legationsrat II. Klasse. 1880 wurde Krafft von Crailsheim Außenminister in der Regierung von Johann von Lutz. Es war das einzige Mal, dass der Außenminister nicht auch Vorsitzender im Ministerrat war. Mit Lutz spielte er 1886 eine maßgebliche Rolle bei der Absetzung von König Ludwig II., was ihm eine kurze Haft einbrachte.
1890 folgte er dem verstorbenen Johann von Lutz dann doch als Vorsitzender des Ministerrates (Ministerpräsident). Dieses Amt hatte er bis 1903 inne. 1895 wurde er außerdem Reichsrat in der Ersten Kammer des bayerischen Parlaments. Er wurde ein enger Berater des Prinzregenten Luitpold. Nach der konfrontativen Phase des Bayerischen Kulturkampfs bis 1890 trat unter Crailsheim eine gewisse Entspannung ein, weil sich dieser zunächst um eine Zusammenarbeit mit den gemäßigten Kräften im Bayerischen Zentrum und bei den Liberalen bemühte. 
Das Nachlassen des solidarisierenden Drucks durch den staatlichen Kulturkampf, vor allem aber auch die Unzufriedenheit der bayerischen Bauern mit dem Verhalten der Bayerischen Zentrumspartei auf Reichsebene (u. a. Zustimmung zu den für bayerische Bauern ungünstigen Handelsverträgen von Reichskanzler Caprivi) führte 1893 zur Gründung des Bayerischen Bauernbundes, der sich radikal antiklerikal, partikularistisch und adelsfeindlich darstellte. Der Bauernbund errang bei der Landtagswahl 1893 sogleich sieben Mandate und brach damit die absolute Mehrheit der Bayerischen Zentrumspartei.
1899 errang das Zentrum nach zähen Kämpfen die führende Stellung in Bayern, wobei nun auch die 1893 ebenfalls ins Parlament eingezogenen Sozialdemokraten im Aufschwung waren, was die Arbeit für Krafft von Crailsheim auf Grund der Schwäche der Liberalen erschwerte. 
Schon seit einiger Zeit war die bayerische Monarchie, insbesondere aufgrund der Geistesschwäche ihrer Oberhäupter (nun König 
Otto) in einer Krise, wodurch nicht nur deren Akzeptanz in der Bevölkerung beschädigt, sondern auch die politische Stellung Bayerns insgesamt geschwächt wurde. Innenpolitisch errang nicht nur die Bürokratie in Bayern mehr Einfluss, als ihr nach der Verfassung zustand, es waren auch zunehmend einflussreiche politische Parteien entstanden, die die Verfassung ebenfalls nicht berücksichtigte. Auch blieben soziale Fragen, die mit der zunehmenden Industrialisierung aufgekommen waren ebenso ungelöst, wie der Umgang mit dem Verlangen der Arbeiter nach mehr Einfluss in der Gesellschaft und der neu aufstrebenden Frauenbewegung. Dies alles verschärfte den Druck des Parlaments auf die Regierung weiter und führte zu zunehmenden Spannungen, die einen Höhepunkt gegen Ende des 19. Jahrhunderts erreichten, als das Zentrum die antikatholische Haltung der Liberalen nicht mehr mittragen wollte.
Zudem war das Verhältnis zu Berlin weiterhin relativ kühl. In diesem Zusammenhang führte die Swinemünder Depesche 1903 mittelbar zum Ende seiner Amtszeit. In seiner Rücktrittsrede nannte Krafft von Crailsheim rückblickend zwei Hauptthemen seiner Laufbahn, die konfessionellen Probleme und das Verhältnis Bayerns zum Reich. Nachfolger wurde nun Minister Clemens von Podewils-Dürniz, der sich von Crailsheim im Zuge des Skandals um die Depesche offen distanziert hatte. Crailsheim wohnte zuletzt mit seiner Tochter in einem Haus in der Seestraße am Englischen Garten (damals Nummer 3a, heute Nummer 20).

## Familie
Er heiratete im Jahr 1865 in Ansbach Luise von Lindenfels (1844–1891), eine Tochter des Freiherren Karl von Lindenfels (1802–1862) (Linie Thumsenreuth), des Regierungsdirektors von Mittelfranken, und der Freiin Marie Holzschuher von Harrlach. Das Paar hatte eine Tochter und einen Sohn.

## Ehrungen
- 1894: Grand Cordon Leopoldsorden[9]
- 1896: Schwarzer Adlerorden[10]
- 12. März 1901: erblicher Grafenstand[11]
- 1914: Großkreuz des Verdienstordens vom Heiligen Michael[12]

Am 1. August 1893 erhielt er die Ehrendoktorwürde der juristischen Fakultät der Universität Erlangen. 1901 ernannte ihn seine Heimatstadt Ansbach zum Ehrenbürger.